# 平田孝一
平田 孝一（ひらた たかかず、1939年 - ）は、日本の実業家・篤農家。平田炊飯研究所（所長）。炊飯・米飯商品米国際コンテストを主宰。「いきいき創造の会」副会長。元株式会社サントク取締役相談役。半世紀にわたって、炊飯技術の革新と食味・品質向上に尽力している。

## 人物
1939年、福岡県の出身。1960年、銀座若菜に入社。1962年、愛豊鉄工株式会社に入社(現AIHO)。1967年、富士厨房設備に入社(現フジマック)。1970年、日本ライスサービスに入社（全糧連:米卸炊飯業の普及活動）。1975年、ライスセンターを設立（マイナスイオン処理炊飯センターを設立して、デリカ米飯商品を開発研究）。1977年、AIHOに再入社（全国の学校米飯給食の普及活動に専従）。1998年。株式会社サントクを設立（米飯商品原料米の炊飯試験を普及）。2004年、サントクで稲作・精米・米飯商品トータルシステム開発に専念。2009年12月1日、株式会社サントクから株式会社アイホー炊飯総合研究所へ社名を変更。2014年9月、すし米コンテスト・国際大会を開催。2017年6月、炊飯・米飯商品米国際コンテストを開催。2021年6月1日、平田炊飯研究所を設立。

## 著書

### 単著
- 『新・炊飯米専科ー小量・大量炊飯の実践ガイド』グレインエスピー
- 『米販売最前線2018』明日を切り開く戦略的コメ事業連携とコメ小売～産地・稲作農家の先進事例 商経アドバイス[11]（2018年7年）
- 『炊飯専科』ISBN 978-4990686307 グレインエスピー[12]（2013年1月）
- 『ライスフレンド物語―米飯職人を育てた連続炊飯機』ISBN 978-4782101575 幸書房 (1998年6月)

### 共著
- 大坪研一他『米飯食品ビジネス事典』サイエンスフォーラム（2001年4月28日）

## 文献
- 米飯商品から見た炊飯特性の条件とコシヒカリの品質(多様な視点から米の食味を考える,シンポジウム)[13]。
- アイホー炊飯総合研究所の米・ご飯複合検査技報(シリーズ1)米とご飯の品質によって米飯商品は決まる[14]。
- 業界だより アイホー炊飯総合研究所の米・ご飯複合検査技報(シリーズ2)玄米の顔を見て米を搗くとは : 高温障害米への対応に不可欠 [15]。